# Trhovište
Trhovište est un village de Slovaquie situé dans la région de Košice.

## Histoire
Première mention écrite du village en 1220.

## Démographie

### Évolution de la population
| Année:               | 1994. | 2004.    | 2014.   | 2024.    |
| -------------------- | ----- | -------- | ------- | -------- |
| Nombre de personnes: | 1545  | 1816     | 1913    | 2161     |
| Différence:          |       | +17,54 % | +5,34 % | +12,96 % |

| Année:               | 2023. | 2024.   |
| -------------------- | ----- | ------- |
| Nombre de personnes: | 2140  | 2161    |
| Différence:          |       | +0,98 % |

## Politique
| Nom         | Parti politique | Date de l'élection | Fin du mandat |
| ----------- | --------------- | ------------------ | ------------- |
| Róbert Koba | SMER            | 02.12.2006         | Déc. 2010     |